# Liste de découvertes de civilisations anciennes
Pour une liste des inventions chinoises, voir Liste des inventions chinoises.
Cet article dresse une liste non exhaustive des découvertes des civilisations anciennes.
- Haut – A
- B
- C
- D
- E
- F
- G
- H
- I
- J
- K
- L
- M
- N
- O
- P
- Q
- R
- S
- T
- U
- V
- W
- X
- Y
- Z

## Liste des découvertes

### A
- Acier

L'acier a été fabriqué par des Hittites vers le XVIe siècle av. J.-C., et par les Chalybes, peuple d'Asie mineure décrit par Strabon, qui habitaient une région très riche en mines de fer. En latin, le mot Chalybs signifiait selon Virgile  acier, selon Sénèque objet en acier. Leur procédé, sous sa forme primaire, permettait de produire une masse pâteuse appelée loupe qu'il battaient, puis forgeaient pour obtenir des objets ou des armes. « Utilisant le fer pour remplacer le cuivre et le bronze dans les armes (lance, épée, poignard, hache), les Hittites sont considérés comme les inventeurs de l'acier ».
Les Chinois interviennent dans l'histoire de l'acier au IIe siècle av. J.-C. selon Robert Temple et Ve siècle apr. J.-C.

### C
- Cartographie quantitative
- Circulation sanguine
- Combustion spontanée

### D
- Diabète, diagnostic

Le diagnostic du diabète remonte à la plus haute antiquité. La maladie a été étudiée et ses soins améliorés par plusieurs civilisations. Aucune controverse n'a eu lieu en l'état actuel des connaissances, sur l'historique du diagnostic du diabète.

#### En Égypte ancienne
Les médecins égyptiens avait déjà découvert cette maladie à l'époque d'Amenhotep III entre le (XVe siècle et le XVIe siècle avant notre ère (date variable selon les égyptologues),. La maladie est décrite à la section vases d'eau du corps, dans le Papyrus Ebers conservé à Leipzig, rédigé sous le règne d'Amenhoptep III ou (Aménophis III en grec) où se trouve toutes les sources de la médecine égyptienne.

#### La médecine de la Grèce antique
Les médecins grecs de l'école d'Hippocrate de Cos, qui ont donné son nom à la maladie (dia baïno, en grec ancien : δια μπαïvo, ou διαβαïυω (« traverser »)), ont ensuite observé vers le IIIe siècle av. J.-C. ou le IIe siècle av. J.-C. (selon les sources) « que les malades étaient frappés d'une soif continuelle, et qu'ils semblaient uriner aussitôt ce qu'ils venaient de boire, comme s'ils étaient « traversés par l'eau » sans pouvoir la retenir. » C'est Praxagoras de Cos 384-322 av.J.-C. disciple d'Hippocrate, qui évoqua pour la première fois la nocivité des humeurs sucrées. Dans certains cas les urines n'avaient pas de goût (diabète insipide) dans d'autres les urines étaient sucrées (diabète sucré ou hyperglycémie),. Le premier medecin à avoir établi le rapport entre l'excès de sucre et le diabète est Praxagoras de Cos 384-322 av. J.-C. disciple d'Hippocrate de Cos, qui parlait d'humeurs sucrées. Claude Galien au premier siècle de notre ère s'opposait à Hippocrate et considérait le diabète comme une maladie rénale.

#### La médecine chinoise(VIIesiècleap. J-C)[15]
Au VIIe siècle ap. J.-C., les Chinois ont fait part de leurs observations et de leur interprétation concernant les urines sucrées et ont proposé un traitement proche des méthodes modernes qui recommandent aux diabétiques de s'abstenir de consommer de l'alcool et de l'amidon.
(VIIe siècle ap. J.-C.). Un des premiers précis médical chinois, le Huangdi Nei Jing, datant du Ier siècle av. J.-C. ou du IIe siècle av. J.-C. décrit plus précisément cette maladie. Il indique qu'un patient souffrant de diabète a dû avoir pour habitude de manger des aliments sucrés ou trop gras. Il précise qu'une nourriture grasse rend difficile la dispersion de la chaleur interne et que les aliments sucrés augmentent les risques d'obésité et que leur consommation provoque le diabète (hsiao kho),. Il faut attendre le Ve siècle apr. J.-C. pour qu'une certaine forme de polyurie soit associée à la présence de glucose dans les urines. Le chinois Chen Chuan (mort en 643 apr. J.-C.) utilise le terme hsiao kho ping pour la désigner et distingue trois formes de diabètes. Il note que l'urine de ses patients est sucrée et attire les chiens. Comme traitement, il est recommandé l'abstinence de vin, de sel et de sexe. Avant la fin du VIIe siècle de notre ère, un ouvrage, le Hsiao Kho Lun, de Li Hsuan fut uniquement consacré à l'étude du diabète.

#### La médecine de l'Inde
À peu près à la même époque, un chirurgien indien Susruta décrit l'urine des patients diabétiques comme mielleuse madhumeha, « qui a le goût du miel » et qui attire les fourmis. Il précise que les plus touchés par ce mal sont les gens âgés ou souffrant de surpoids, ainsi que les maigres ayant une faible espérance de vie.

#### La médecine persanne
Plus tard, le philosophe et médecin persan Ibn Sīnā, connu en Occident sous le nom d'Avicenne (980–1037) décrira, dans le Qanûn, les complications du diabète (gangrène et dysfonctionnement sexuel[réf. nécessaire].

### E
- Endocrinologie
- Énergie hydraulique

### F
- Ferronnerie
- Fractions décimales

### G
- Gaz naturel, extraction et utilisation

### H
- Hormones thyroïdiennes, usage

### I
- Imprimerie

« À l'origine  imprimer n'eut pas le même sens en Occident et en Orient. En Europe(...), l'essor de l'imprimerie fut synonyme de typographie, c'est-à-dire d'impression par le moyen de caractères métalliques mobiles. En Chine et dans d'autres pays d'Asie pétris de culture chinoise, ce fut la planche à imprimer qui constitua la découverte primordiale, et l'essor de l'imprimerie fut celui de la xylographie ou impression sur bois. Il faut par conséquent se garder d'extrapoler à l'Orient la notion occidentale d'imprimerie.(...) La xylographie servit à une foule d'usages variés et quotidiens, bien avant d'être utilisée à des fins d'ordre intellectuel ou religieux. Les chinois l'utilisaient au VIe siècle apr. J.-C. pour imprimer des images religieuses sur tissu. Le tissu imprimé découvert dans la tombe de l'évêque d'Arles date du VIe siècle apr. J.-C., les soies imprimées du Nara au Japon datent du VIIIe siècle. D'autres tissus imprimés,sensiblement de la même époque, ont été découverts en Chine et en Égypte. L'avenir de l'imprimerie en Orient comme en Occident, ainsi que l'élargissement des communautés de savoir, dépendaient non seulement de la technologie et des matériaux employés, mais aussi du langage utilisé. L'absence d'Alphabet en Chine n'allait pas cesser de poser des problèmes. Si les chinois expérimentèrent les caractères mobiles, en bois dès le Xe siècle, ils ne purent résoudre, trois siècles plus tard, avec des caractères en céramique puis en métal, le problème que posaient les plus de trente mille caractères et ils conservèrent la technique de la planche. »

Les premières traces de papier imprimé retrouvées sont celles des dhāranī, en langue chinoise, de l'impératrice Shōtoku au Japon, datant du VIIIe siècle apr. J.-C.. L'impression de ces premiers textes est généralement considérée comme relevant de l'influence chinoise, très forte en cette époque de pénétration de la culture et du bouddhisme chinois au Japon,.
« Selon les auteurs chinois, on aurait commencé à pratiquer l'impression tabellaire ou fixe sur planchettes de bois vers la fin du VIe siècle de notre ère. Dès 1317, un livre coréen est déclaré imprimé à l'aide de caractères fondus; malheureusement, on manque de preuves concrètes à l'appui. En 1403, un décret royal de Htai-Tjong prescrit l'extension du procédé, mais l'Occident n'en a rien su. »

### J
le jus d'orange

### L
- Lutte biologique (IIIe siècle ap. J.-C.)

### M
- Mouvement d'inertie

### N
- Nombres négatifs

### O
- Ondes stationnaires

### P
- Pétrole

Les Mésopotamiens connaissaient les produits pétroliers de surface (naphte et bitume), qu'ils utilisaient plus de 3 000 ans avant notre ère, comme mortier de construction ou pour assurer l'étanchéité des navires.
Mais « vers dès le Ve siècle av. J.-C., les Perses eurent l'idée de fabriquer des sortes de manchons de bois à l'extrémité desquels était fixé un cône de silex, très semblables aux lances des hommes préhistoriques, qu'ils actionnaient à l'aide de balanciers et de cordes tirés par des esclaves et/ou des bêtes de somme, pour creuser plus profondément le sol et en faire jaillir un liquide qu'ils utilisaient pour leur éclairage. Mais aussi, le pétrole ainsi extrait servait à des fins guerrières (lances-torches) ou médicinales. Le pétrole purgeait, soignait les rhumatismes, les maux de dents, la goutte, le scorbut, les crampes, la toux; il guérissait de la surdité et servait à nettoyer les plaies. »
Plus tard, les chinois découvrirent une technique de forage plus perfectionnée. Au IVe siècle av. J.-C. grâce à leur technique de forage de puits, ils ont amélioré l'extraction et l'utilisation du pétrole et du gaz naturel comme sources de chaleur et d'énergie. Le pétrole et le gaz étaient alors acheminés via des pipe-lines en bambous voire en bronze,.
- Pi

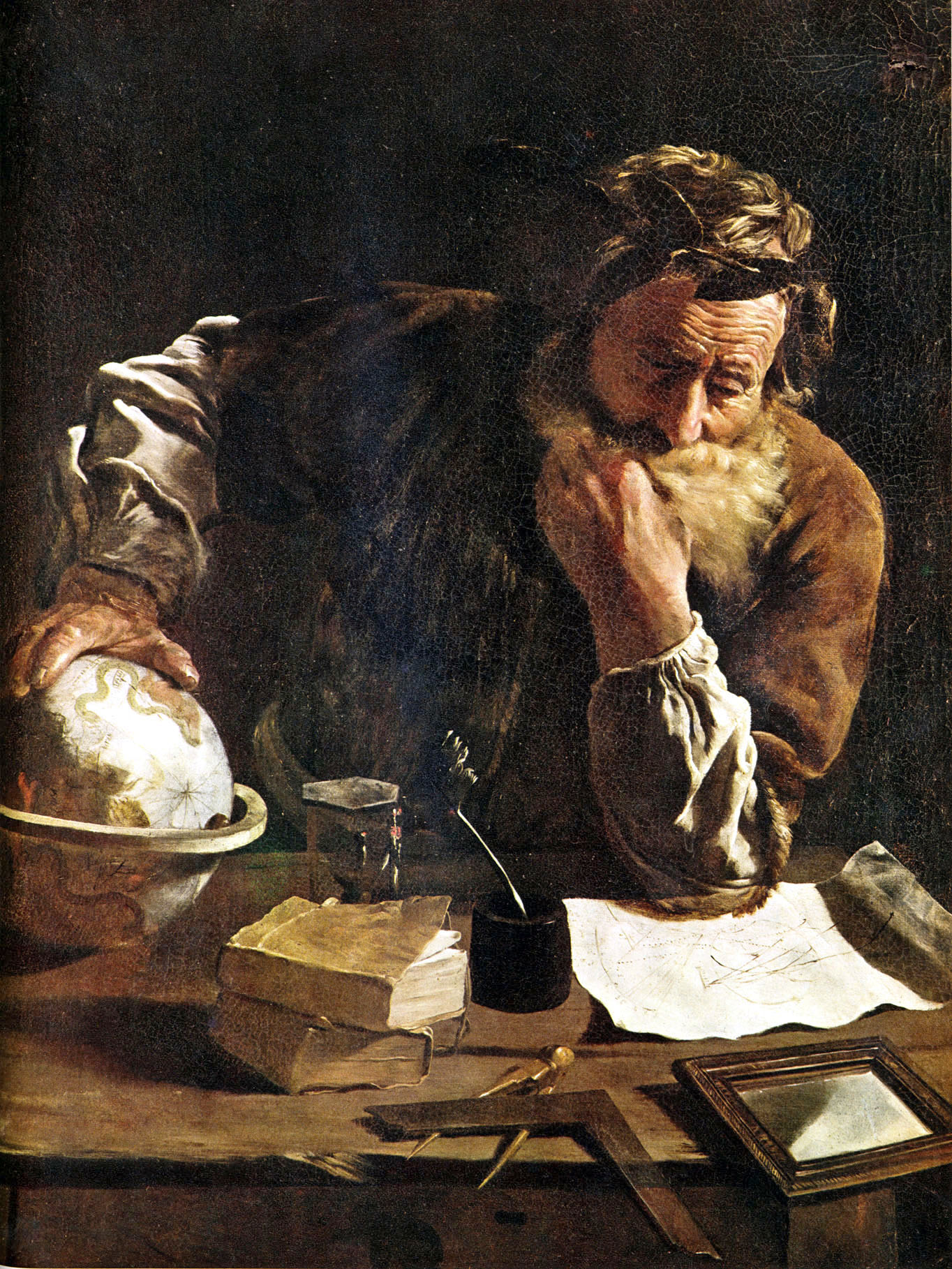
Archimède par Domenico Fetti

(en grec : π et en mathématiques : Π - majuscule grecque)
Les Égyptiens, (Mathématiques dans l'Égypte antique) dans leur système numérique, utilisaient déjà un signe  à jambes (deux à gauche, deux à droite) près de 2 000 ans av. J.-C. Avant eux, les Babyloniens auraient inventé un signe qui pourrait (conditionnel) être confondu avec pi, bien qu'il n'en ait aucunement la forme. C'est dans le papyrus Rhind qu'on trouve des calculs égyptiens équivalents à Pi. Les Chinois auraient attribué, vers le XIIe siècle av. J.-C. la valeur 3 au nombre π.
Anaxagore de Clazomènes, qui aurait bénéficié des études qu'Hérodote avait faites sur les inscriptions de certaines pyramides, aurait abordé le calcul de π. « Mais il est certain que ce fut Archimède, élève d'Euclide, qui fut le premier, à son retour de Syracuse au IIIe siècle av. J.-C., à donner la méthode permettant d'obtenir π, rapport de la longueur du cercle à son diamètre, une approximation aussi grande que l'on veut par la mesure des polygones réguliers inscrits et exinscrits. »C'est la fonction la plus connue de π.
Ce symbole, seizième lettre de l'alphabet grec, dérivée du phénicien pê désigne également en chimie une combinaison moléculaire. En mathématiques, la majuscule Π désigne un produit d'un nombre fini ou infini de termes indexés par i, et en physique, π est synonyme de pion, particule fondamentale, le plus léger des mésons.
À la suite d'Archimède, pendant plusieurs siècles, les mathématiciens appliqueront sa méthode Mais ils proposent des améliorations. Notamment l'indien Âryabhata au Ve siècle apr. J.-C, propose quatre décimales de π, puis le chinois Tsu Chung Chih proposé six décimales de π. Ensuite le Perse Al Kashi, dans le système sexagésimal, apporte 14 décimales en 1429,.
- Phryctorie

Système de sémaphore au moyen de torches utilisé dans la Grèce antique.

### R
- Racine (mathématiques)

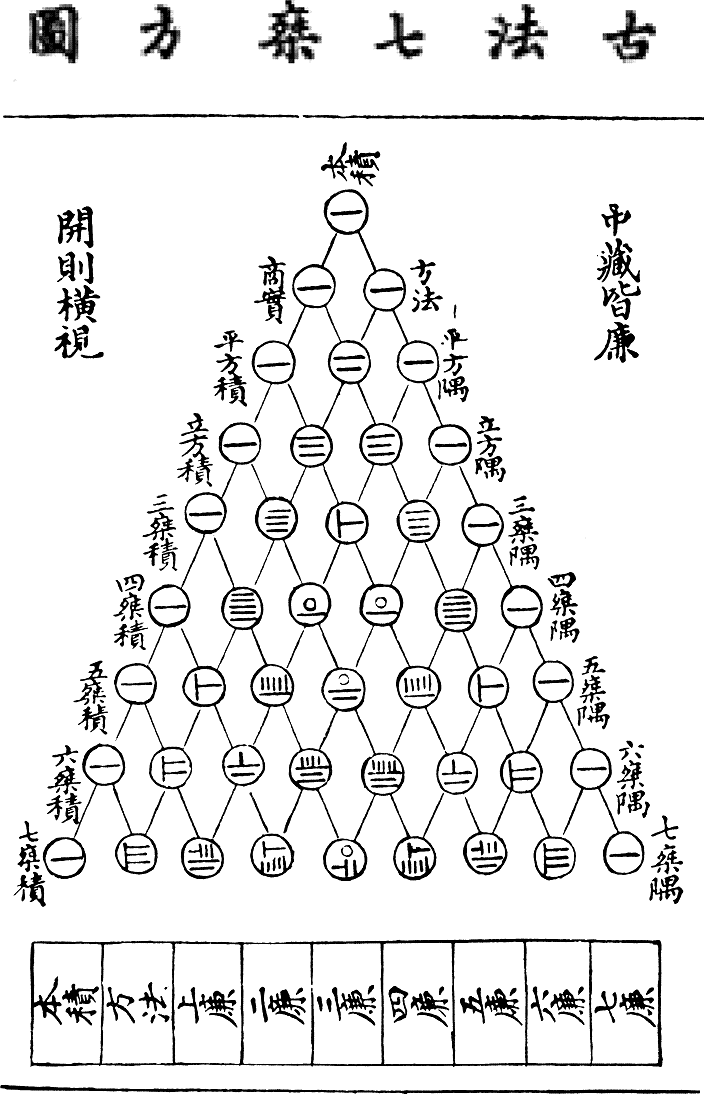
Le triangle de Jia Xian, XIe siècle

- Récupération d'objets immergés (force portante
- Rémanence magnétique et induction
- Rythme circadien du corps

### T
- Triangle de Pascal (XIe siècle ap. J.-C., appelé « Triangle de Yang Hui » en Chine)

### V
- Vent solaire,

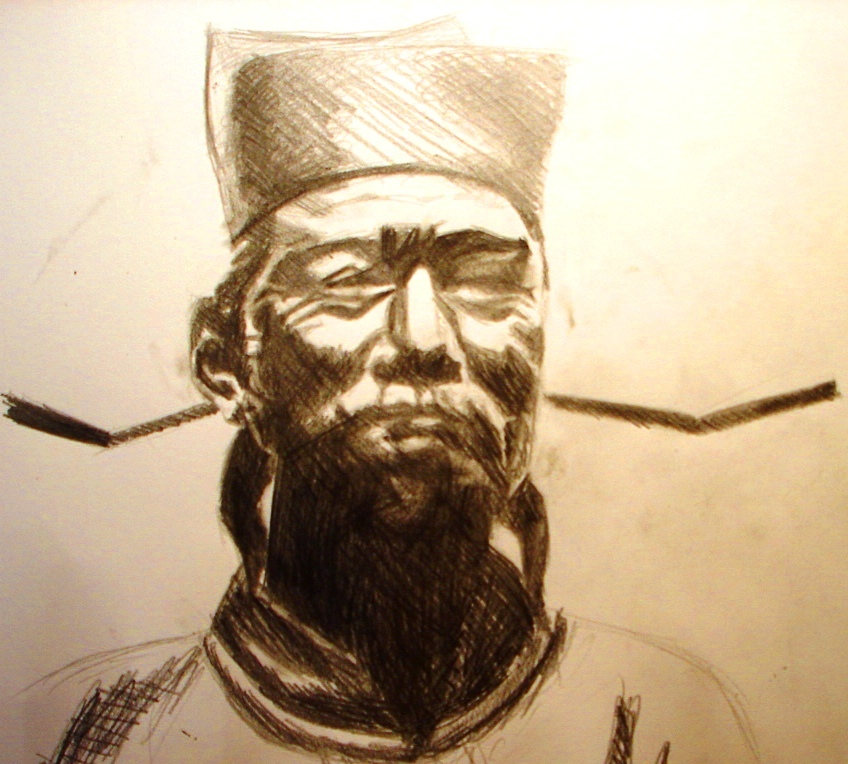
Shen Kuo, inventeur du concept de vrai Nord.

- Vrai Nord, concept (XIe siècle apr. J.-C. par Shen Kuo)

### Z
- Zéro dans le système décimal

La découverte et l'utilisation du zéro dans le système décimal est l'objet d'une découverte progressive effectuée par plusieurs civilisations.

#### Le Zéro Maya
La découverte du zéro par les Mayas qui serait parmi les plus anciennes et remonterait à près de 3 000 ans av. J.-C. Le zéro avait alors la forme d'un escargot. C'était en effet une sorte de coquillage.

#### Le Zéro babylonien et le Zéro indien
« Les Babyloniens ont utilisé les premiers, entre 2000 et 1500 ans av. J.-C., une forme de zéro à l'intérieur d'un nombre (ex. 304) mais jamais à droite du nombre, ni à gauche. Ils utilisaient une base sexagésimale et les Mayas une base inconstante. C'est l'Inde qui, en reprenant l'héritage culturel des grecs, perfectionne la numération. Elle n'utilise pas le zéro comme simple notation à la manière babylonienne, mais comme un nombre avec lequel opérer. Notion et notation indiennes du zéro sont ensuite empruntées par les arabes. » Les dates sont précisées par Jean Filliozat et Louis Renou qui indiquent : « C'est en Inde qu'est apparu pour la première fois le zéro dans les chiffres sanskrits dont plusieurs systèmes ont été utilisés pour le calcul et pour la numérotation(...) Le plus ancien remonte à 499 apr. J.-C. avec les travaux de Âryabhata, au second chapitre de son traité d'astrologie et de mathématiques.(...) Un autre système de la même époque consistait à remplacer les chiffres d'un nombre par des mots, les Sankhyâ ou Sâmkhya, mot féminin, signifiant  énumération. Le zéro représentant la notion d'infini (Ananta) était alors symbolisé par des mots évoquant l'espace-ciel. » Brahmagupta, un autre mathématicien indien, est signalé comme employant le zéro dans ses calculs dès le VIIe siècle ap. J.-C.

#### Le Zéro chinois
Par construction de leur système décimal, l'espace vide laissé sur les abaques chinois représente la place de la valeur zéro, fait unique à l'époque en base 10. Ce concept de place-valeur du zéro est observable en Chine dès le IVe siècle av. J.-C.. L'Inde est traditionnellement considérée comme étant à l'origine du signe « 0 », une inscription datant de 870 apr. J.-C. ayant été découverte à Gwalior. Cette antériorité est cependant contestée. Des inscriptions datant de 683 et 686 auraient été retrouvées au Cambodge et à Sumatra. On a également émis l'hypothèse que les Chinois puissent être également à l'origine du symbole « 0 », passant en Inde via l'Indochine, et ce malgré l'intervalle de temps qui sépare la première apparition du signe « 0 » en Chine,.